# Honda Legend
Pour les articles homonymes, voir Legend.

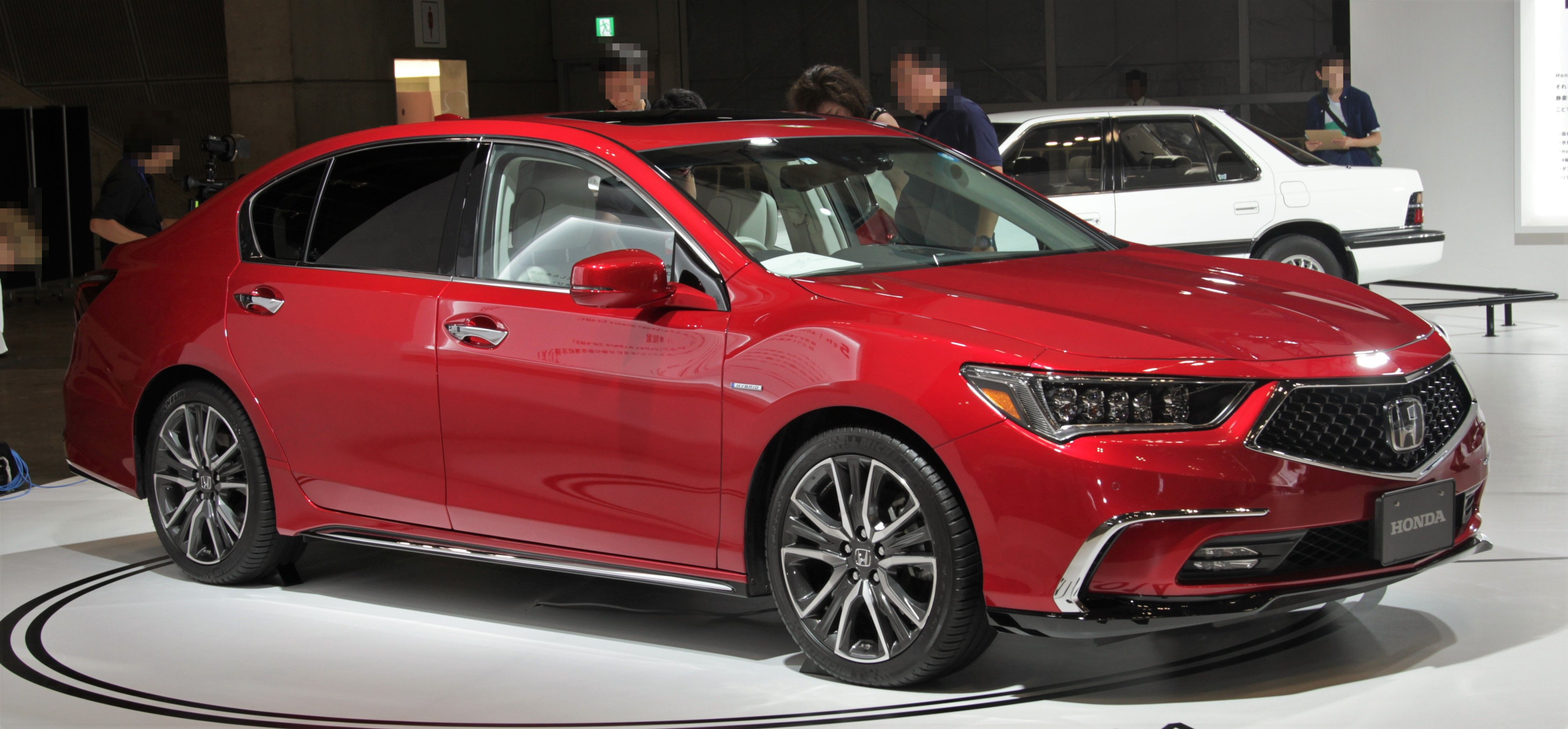

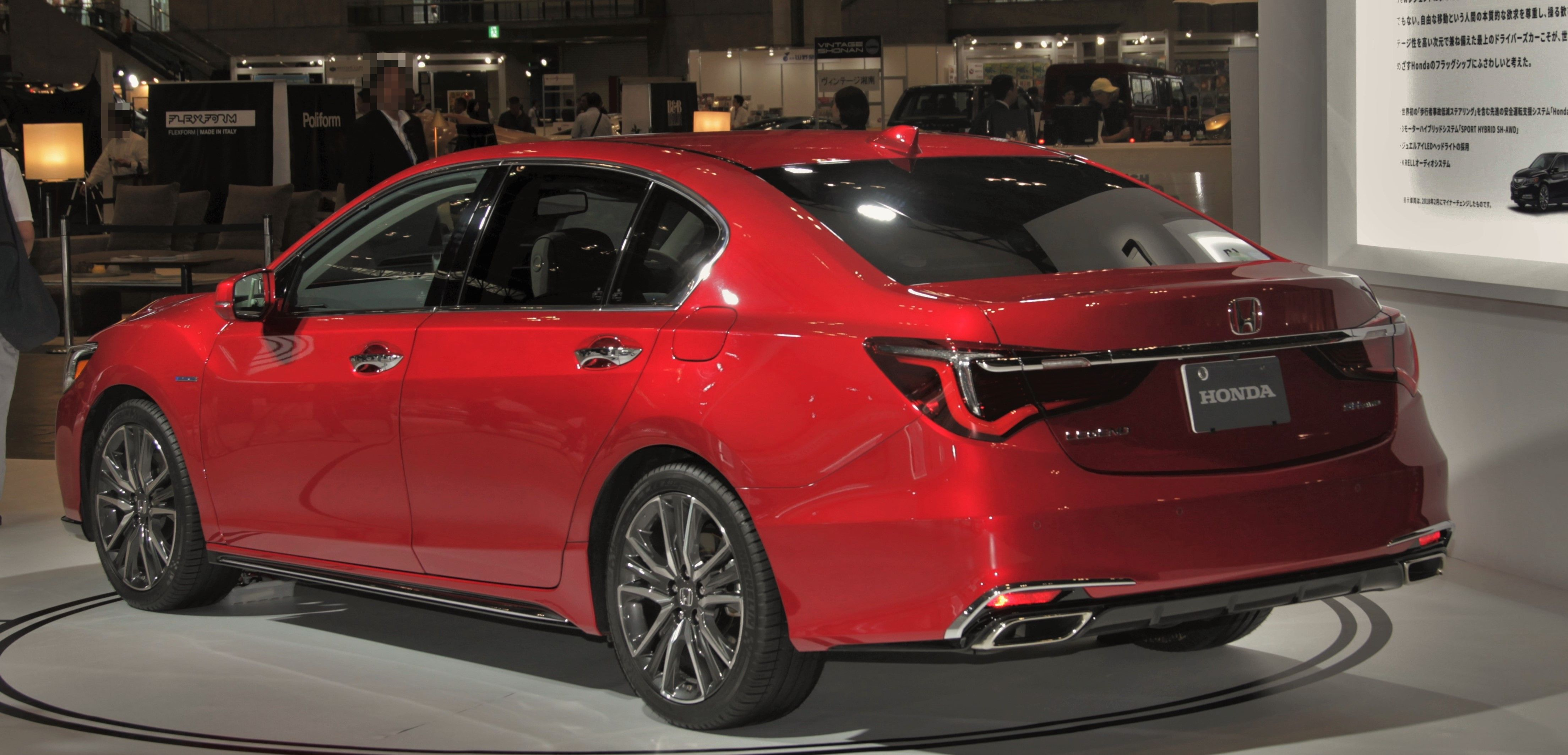

La Honda Legend est une berline luxueuse fabriquée par le constructeur japonais Honda. Il s'agissait initialement d'un véhicule développé avec MG Rover sur la base de la Rover 800. Ce fut le premier véhicule de série Honda doté d'un moteur V6.
Les deux premières générations ont été commercialisées sous la marque Acura pour le marché nord américain entre 1986 et 1995. Sur ce même marché, à partir de la troisième génération, la Honda Legend est commercialisée sous le nom de Acura RL.
En mars 2021, la Honda Legend au Japon est le premier véhicule à être officiellement homologué en tant que véhicule autonome de niveau 3 (conduite automatisée conditionnelle).

## Première génération (1985 - 1990)

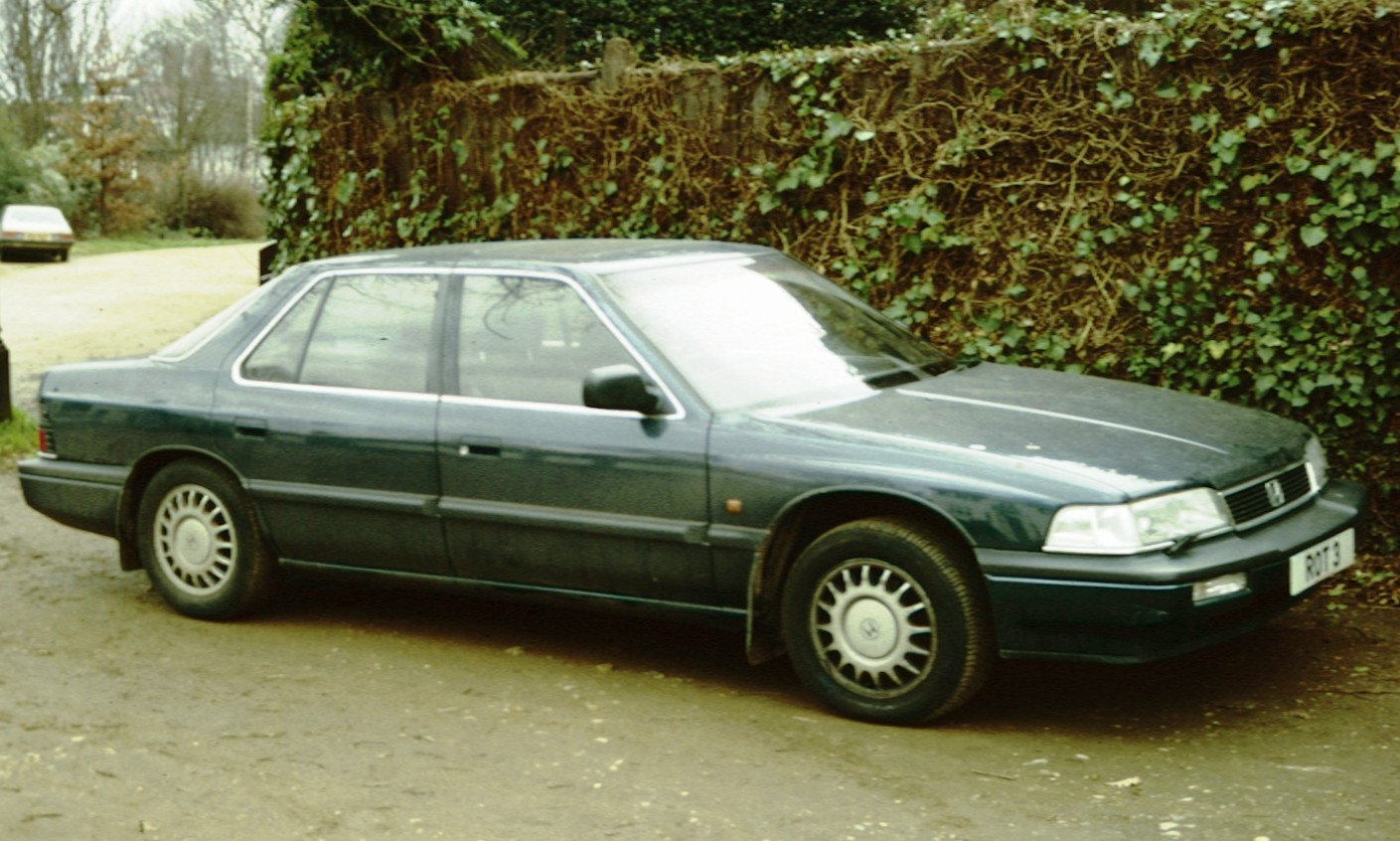
Berline

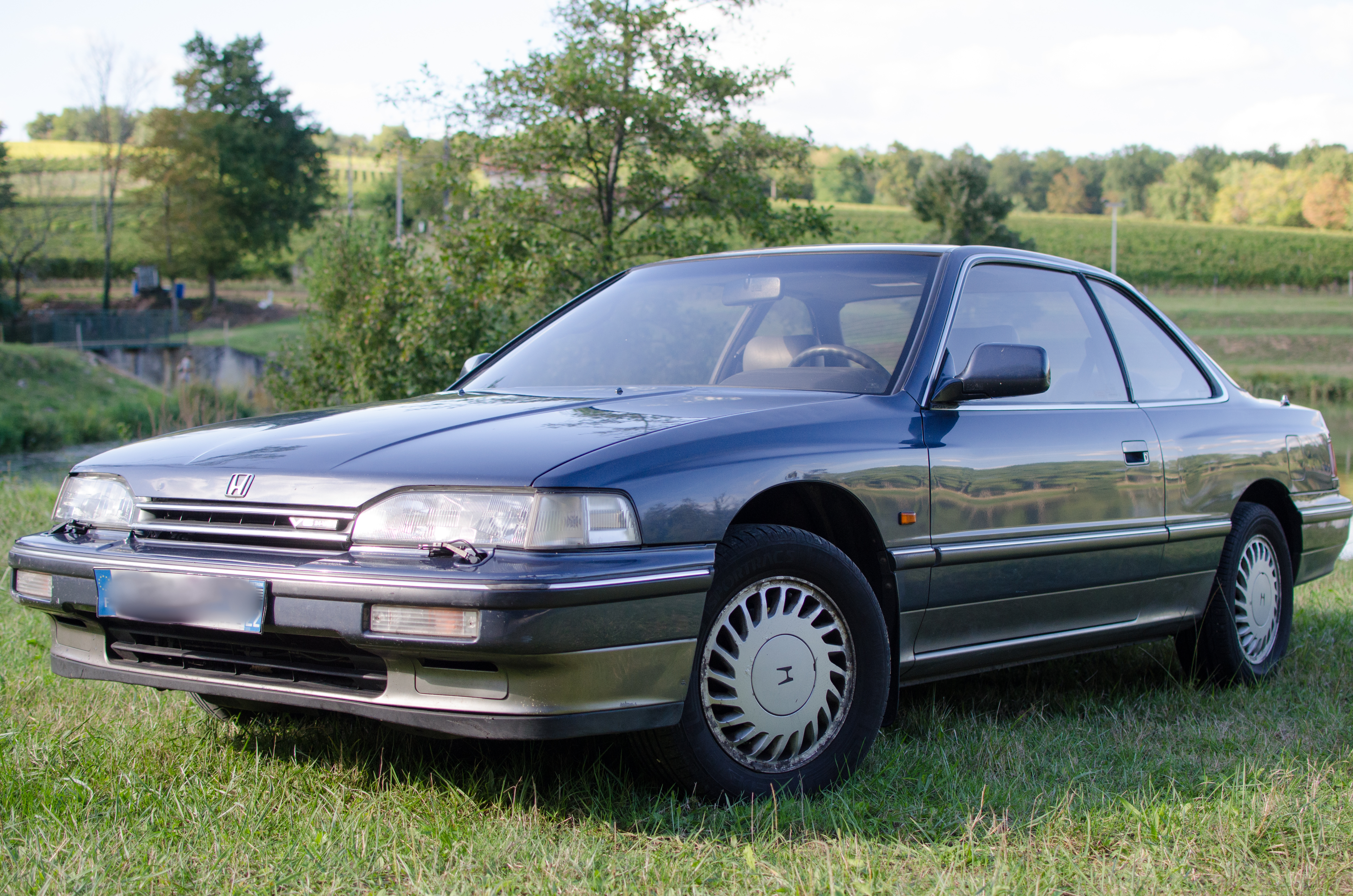
Coupé

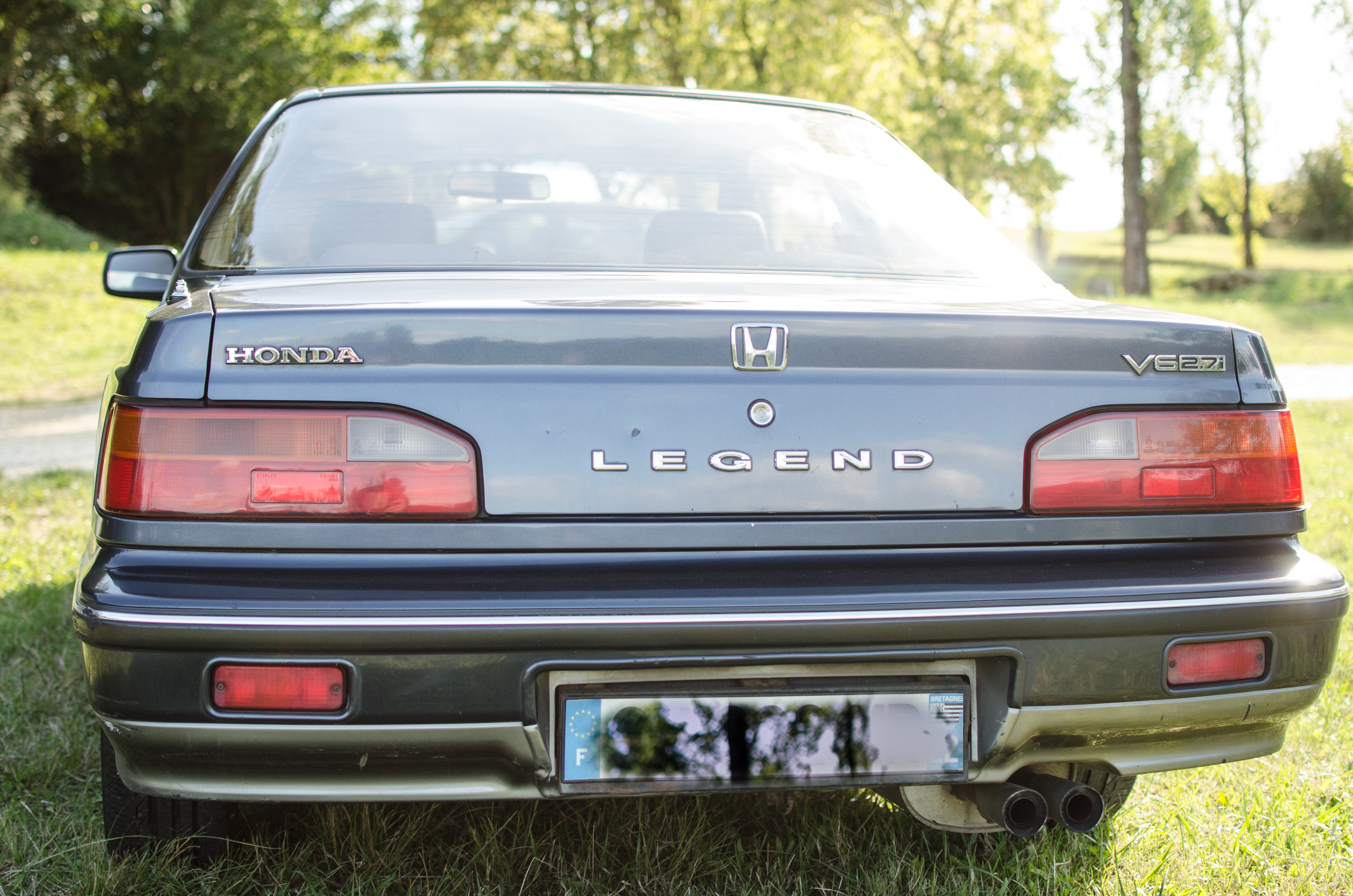
Coupé 1990 - Arrière

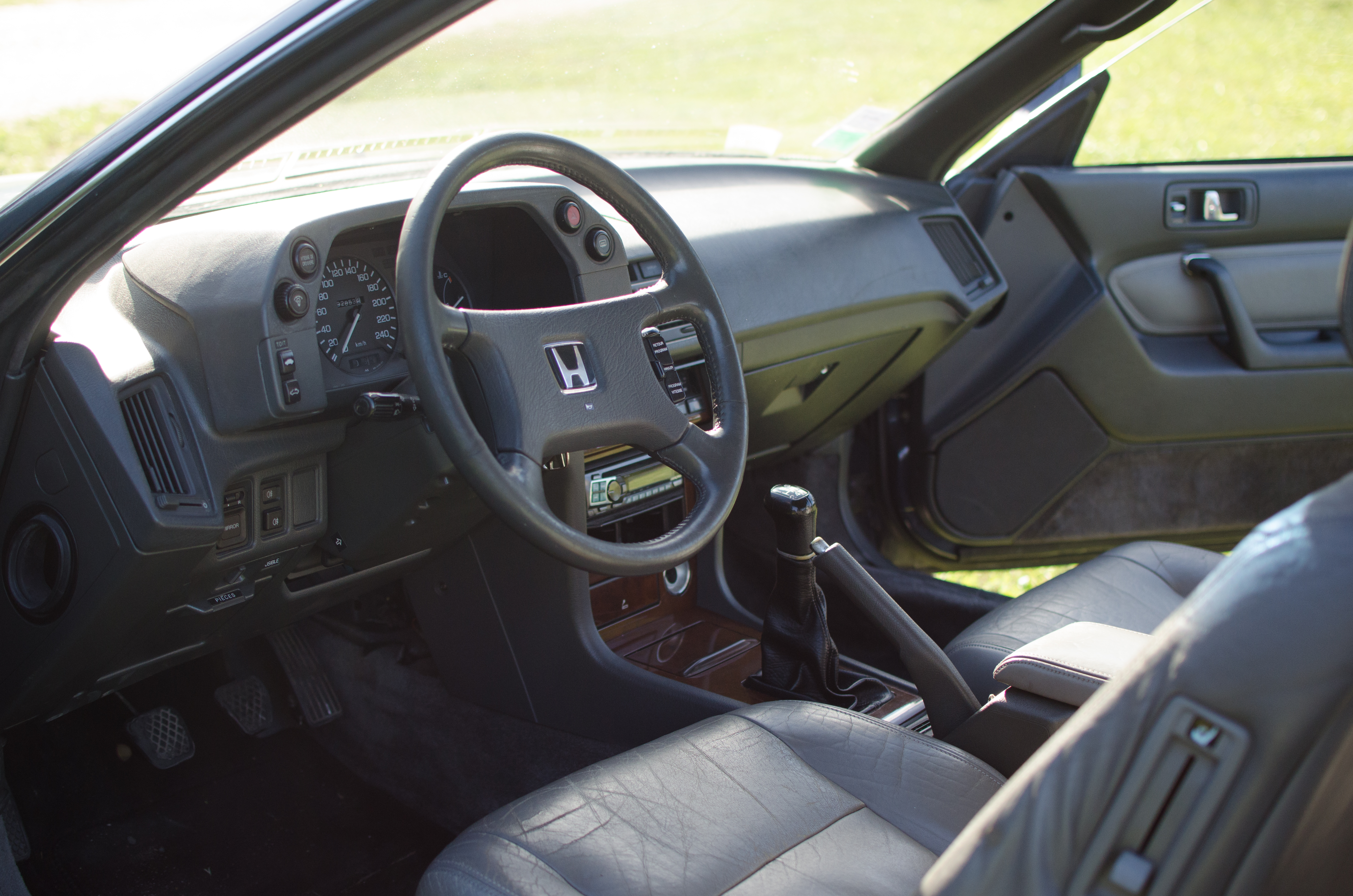
Habitacle coupé 1990

## Deuxième génération (1991 - 1995)

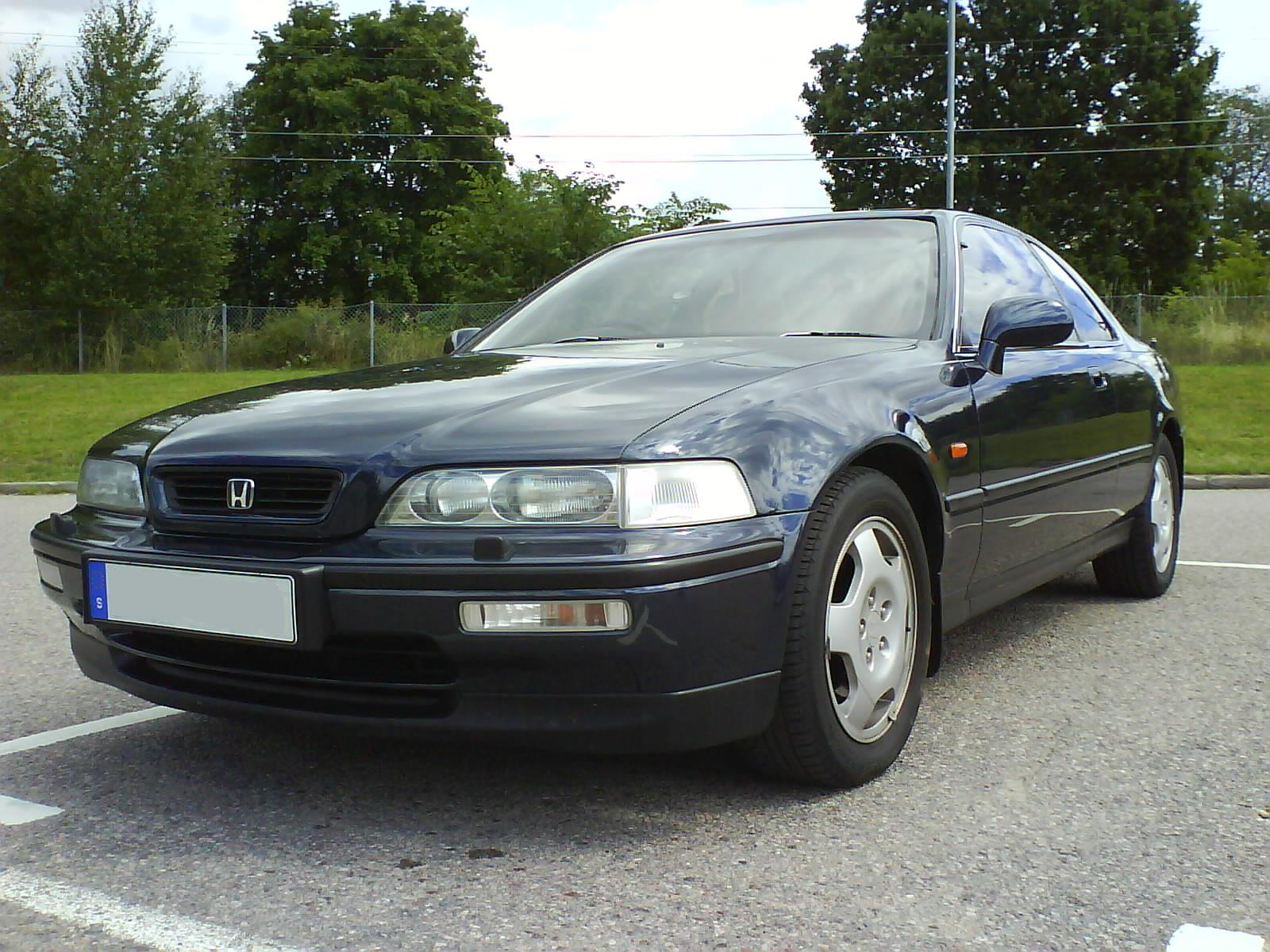
Coupé

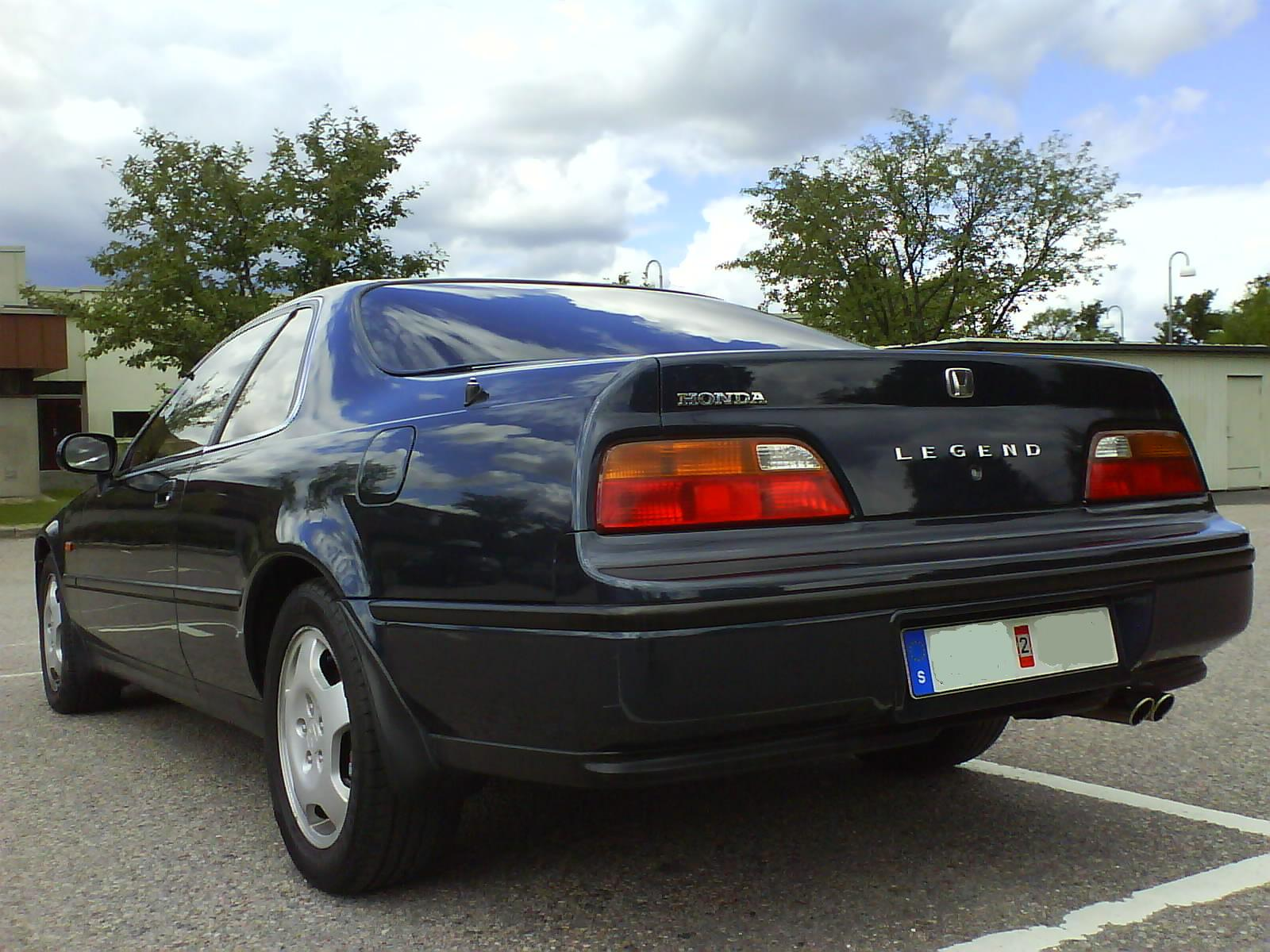
Arrière

## Troisième génération (1996 - 2004)
Lancé en 1996, cette Legend adopte une ligne aux formes adoucies. Le moteur est un V6 de 3,5 litres qui développe 208 ch. La dotation standard de ce modèle est riche pour l'époque, notamment avec 2 airbags, un antipatinage, un toit ouvrant, un chargeur 6 CD, des sièges en cuir chauffants et réglables électriquement, des finitions en bois, et un volant multifonction gaîné de cuir. Les performances du V6 sont correctes, mais la consommation reste un peu élevée (environ 12 l/100 km, en mode urbain 17,2 l/100 km, et en mode extra urbain 9,3 l/100 km). La vitesse maximale est de 220 km/h, la transmission est aux roues avant (traction).
Aux États-Unis, la Legend est diffusée sous le nom Acura RL.

## Quatrième génération (2004 - 2012)
Lancée en octobre 2004, cette quatrième génération est élue "voiture de l'année" au Japon, dès l'année de sa sortie. Elle reste disponible aux États-Unis sous l'appellation Acura RL.
Cette Legend bénéficie, de série, d'une transmission intégrale avec une répartition du couple entre les essieux avant-arrière mais aussi, sur l'essieu arrière, entre les roues gauche et droite.
En septembre 2008, la Legend bénéficie d'un léger restylage et voit ses dimensions légèrement augmenter (+66 mm en longueur et +3 mm en hauteur).
Un dernier restylage intervenu en octobre 2010 a apporté une sixième vitesse à la boîte automatique.

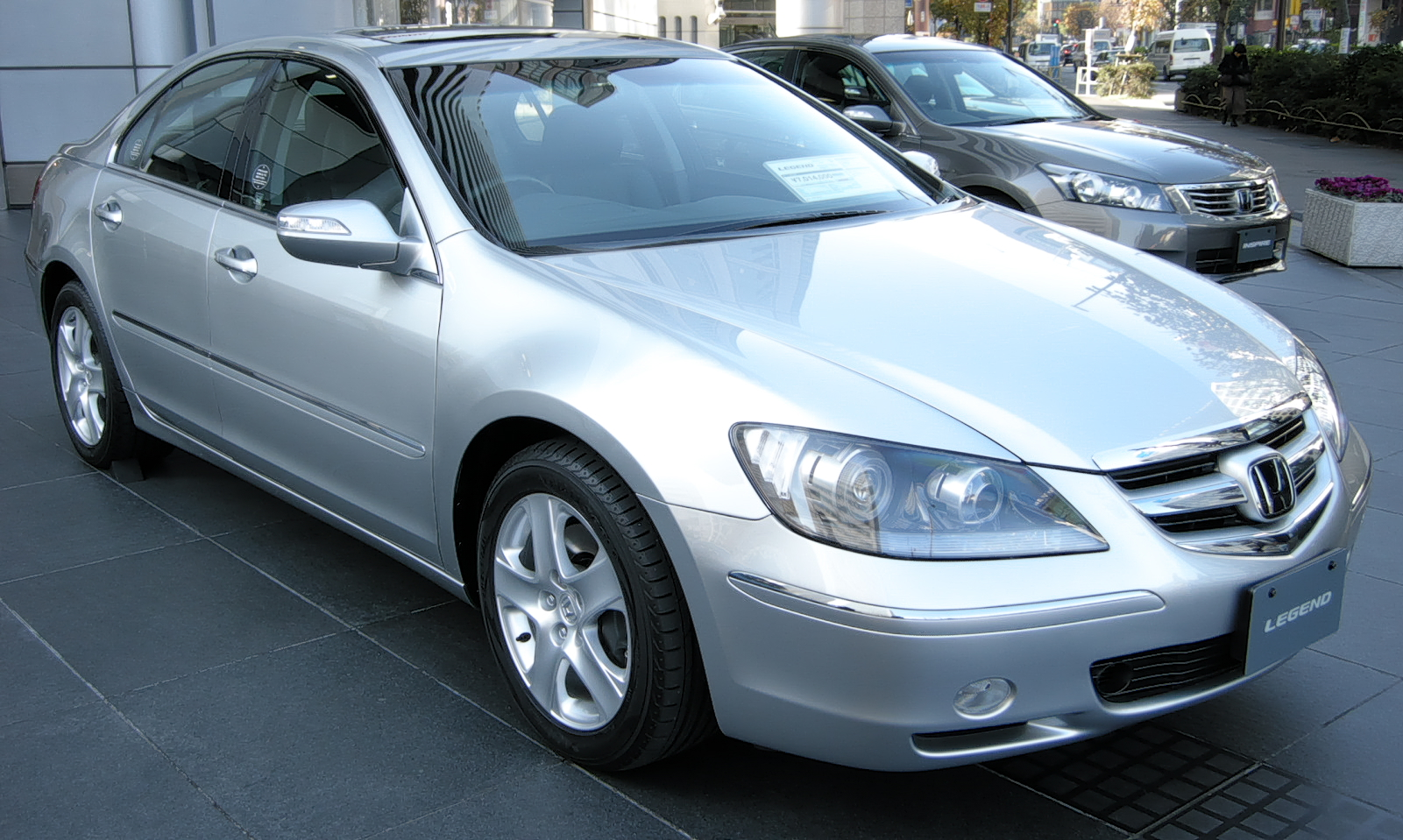
Phase 1

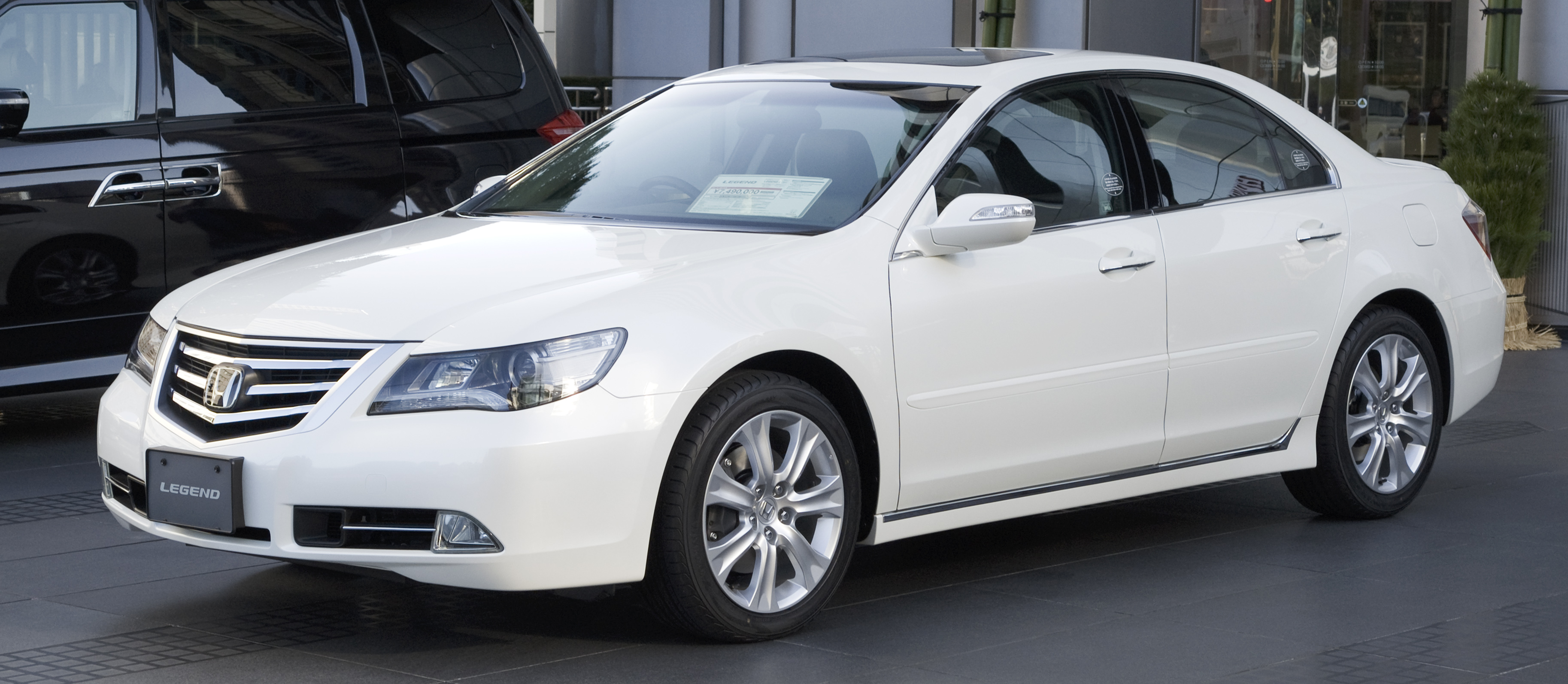
Phase 2

## Cinquième génération (2014 -  )

### 2021: Phase 3
Le 5 mars 2021, Honda lance le premier véhicule autonome de niveau 3 au Japon, doté d'une fonction Traffic Jam Pilot.
Le 5 mars 2021, Honda lance 100 voitures de niveau 3 pour environ 100 000 euros, pour trois ans. Toutefois, ces 100 voitures sont commercialisées au Japon, mais pas à l'étranger.
Le véhicule est doté d'une fonction de traffic jam pilot de niveau 3. Elle fonctionne en deçà de 30 km/h mais demande au conducteur de reprendre en main la conduite dès 50 km/h.
Le système a notamment été testé avec un véhicule de démonstration parcourant environ 1,3 million de kilomètres sur les voies rapides du Japon. Cela a permis de démontrer que la fonction de conduite dans les embouteillages ne provoque pas d'accident au Japon et permet de réduire de moitié le nombre d'accidents corporels.